# Santiago Naveda
Santiago Naveda Lara (ur. 16 kwietnia 2001 w mieście Meksyk) – meksykański piłkarz występujący na pozycji defensywnego pomocnika, od 2024 roku zawodnik Santosu Laguna.